# Herbert Kelcey
Herbert Kelcey, född 10 oktober 1855 i London, England, död 10 juli 1917 i Long Island, New York, brittisk-amerikansk skådespelare, var gift med Caroline Hill.

## Filmografi
- 1914 - After the Ball
- 1916 - The Sphinx

## Fotnoter
1. 1 2  Internet Broadway Database, Internet Broadway Database person-ID: 47680, läst: 9 oktober 2017.[källa från Wikidata]